# 六峰镇
六峰镇，是中华人民共和国甘肃省天水市甘谷县下辖的一个乡镇级行政单位。

## 行政区划
六峰镇下辖以下地区：
川子村、在城王村、巩家庄村、中洲村、总门村、苍耳王村、六峰村、新庄村、蒋家寺村、张家庄村、石滩村、牛家庄村、觉皇寺村、麦堆坪村、金坪村、白家窑村、巩家窑村、铁坡山村、红崖沟村、蒋家坪村、黑窑村、蒋家窑村、张家窑村、武家湾村、程家窑村、半沟村、李家坪村、黄家窑村、姜家庄村和六峰社区。